# She's a Woman
She's a Woman is een nummer van de Britse popgroep The Beatles dat in 1964 is verschenen op de B-kant van de hitsingle I Feel Fine. Hoewel het lied zoals gebruikelijk op naam staat van Lennon-McCartney, is het lied voornamelijk geschreven door Paul McCartney met een kleine tekstuele bijdrage van John Lennon. De single I Feel Fine met daarop She's a Woman bereikte wereldwijd de eerste plaats, waaronder Engeland en de Verenigde Staten. In Nederland was deze single de eerste nummer 1-hit in de Top 40. She's a Woman werd, net als I Feel Fine, niet op een van de studioalbums van The Beatles uitgebracht, maar verscheen later wel op de compilatiealbums Rarities, Past Masters, Volume One, Live at the BBC en Anthology 2.

## Achtergrond
Hoewel Lennon en McCartney in het begin van hun carrière hun nummers vaak samen schreven (bijvoorbeeld From Me to You, She Loves You en I Want to Hold Your Hand), ontstonden er ook regelmatig nummers waarvoor de een het originele idee had en waarbij de ander hielp met het afmaken van het nummer (bijvoorbeeld Please Please Me en P.S. I Love You) of nummers die ofwel alleen door Lennon of alleen door McCartney werden geschreven (zoals Not a Second Time). Ook She's a Woman viel in deze laatste categorie.
Het nummer werd door McCartney geschreven op 8 oktober 1964 tijdens een wandeling door de Londense wijk St. John's Wood. Ook Lennon heeft bevestigd dat het nummer door McCartney werd geschreven, maar volgens hem heeft hij bijgedragen aan de liedtekst, met name de zinsnede "turn me on", waarmee werd verwezen naar het gebruik van marihuana.
She's a Woman is een poging van McCartney om een bluesy R&B nummer in de stijl van Little Richard te schrijven. Zowel McCartney als Lennon schreven soms nummers door zich in te beelden dat ze een nummer van een bepaalde artiest of zanger schreven (bijvoorbeeld Roy Orbison voor Please Please Me, The Lovin' Spoonful voor Good Day Sunshine, Fats Domino voor Lady Madonna of Ray Charles voor The Long and Winding Road).
De regel "turn me on when I get lonely" was volgens Lennon zoals gezegd een verwijzing naar het gebruik van marihuana. The Beatles hadden in 1964 Bob Dylan ontmoet tijdens een tournee door de Verenigde Staten. Dylan liet hen tijdens deze ontmoeting kennis maken met deze drug. Vanaf die tijd gingen The Beatles meer en meer joints roken en begonnen ze verwijzingen naar het gebruik van drugs op te nemen in hun nummers. She's a Woman is het eerste Beatlesnummer dat een expliciete verwijzing naar het gebruik van drugs bevat. Ook latere nummers als Got to Get You into My Life, Fixing a Hole, A Day in the Life en Glass Onion bevatten dergelijke verwijzingen.

## Opnamen
Nadat McCartney het idee voor het lied kreeg tijdens een wandeling op 8 oktober 1964, ging hij naar de Abbey Road Studios in Londen waar The Beatles aan het werken waren aan hun nieuwe album. Volgens McCartney speelde hij het nummer in de studio voor Lennon om te horen wat deze van het nummer vond. Vervolgens namen The Beatles het nummer op in zeven takes. De zesde take was de beste take en hieraan werden twee overdubs toegevoegd. McCartney voegde een pianopartij toe en Ringo Starr bespeelde een chocalho, een percussie-instrument. Volgens McCartney was het Lennons idee om de gitaarakkoorden alleen op de off-beat te spelen, tegelijkertijd met de snare drum.

## Release
De single I Feel Fine met She's a Woman op de B-kant werd op 27 november 1964 uitgebracht in Engeland en op 23 november in de Verenigde Staten. In beide landen behaalde deze single de eerste plaats in de hitlijsten. In Engeland bereikte de single op 10 december de eerste plaats en bleef daar vijf weken staan. In de Verenigde Staten stond de single vanaf 26 december 1964 drie weken op de eerste plaats in de Billboard Hot 100.
She's a Woman is niet uitgebracht op een van de studioalbums van The Beatles, maar verscheen in 1978 op het compilatiealbum Rarities en in 1988 werd het opnieuw uitgerbacht op Past Masters, Volume One. Op 17 november 1964 speelden The Beatles het nummer voor het radioprogramma Top Gear van de BBC. Deze live-uitvoering werd in 1994 uitgebracht op het album Live at the BBC. The Beatles speelden het nummer regelmatig tijdens hun live-optreden. Een andere live-uitvoering van het She's a Woman tijdens een concert in de Nippon Budokan arena in Tokio is te vinden op het album Anthology 2 uit 1996.

## Credits
- Paul McCartney - zang, basgitaar, piano, leadgitaar
- John Lennon - slaggitaar
- George Harrison - sologitaar
- Ringo Starr - drums, chocalho